# Kaori Sakamoto
Kaori Sakamoto (Japans: 坂本花織, Sakamoto Kaori) (Kobe, 9 april 2000) is een Japans kunstschaatsster. Ze vertegenwoordigde haar vaderland op de Olympische Winterspelen 2018 in Pyeongchang en in 2022 won ze brons(vrouwen solo) en zilver(team) op de spelen in Peking. Ze is drievoudig wereldkampioene (2022, 2023en 2024). In 2023won ze de Grand Prix Finale in Peking. In 2018 won Sakamoto de gouden medaille bij de 4CK.
Kaori Sakamoto is de eerste Japanse kunstschaatser ooit die drie keer achter elkaar het wereldkampioenschap won. Ze is de eerste sinds Peggy Flemming (1966–1968).

## Biografie
In 2004 begon Sakamoto met kunstschaatsen. Ze was bij de junioren niet direct een hoogvlieger, al wist ze zich wel twee keer te kwalificeren voor de WK voor junioren en werd ze langzaam steeds beter. In 2015 werd ze zesde en in 2017 won ze de bronzen medaille. Sakamoto deed in 2016 mee aan de Olympische Jeugdwinterspelen in Lillehammer. Hier werd ze zesde bij de meisjes.
Ze debuteerde in het seizoen 2017/18 bij de senioren en mocht dankzij de zilveren medaille op de NK direct meedoen aan de Olympische Winterspelen in Pyeongchang. Sakamoto veroverde een maand voor haar olympische deelname de titel bij de 4CK, voor landgenoten Mai Mihara en Satoko Miyahara. In Pyeongchang werd ze zesde bij de vrouwen en werd ze vijfde met het landenteam.

## Persoonlijke records
Behaald tijdens ISU wedstrijden. 
|                     | punten | datum      | toernooi |
| ------------------- | ------ | ---------- | -------- |
| Hoogste totaalscore | 214.21 | 26-01-2018 | 4CK      |
| Hoogste korte kür   | 073.18 | 21-02-2018 | OS       |
| Hoogste lange kür   | 142.87 | 26-01-2018 | 4CK      |

## Belangrijke resultaten
| Kampioenschap                                                                | 12/13 | 13/14 | 14/15  | 15/16 | 16/17  | 17/18         | 18/19         | 19/20         | 20/21         | 21/22         | 22/23         | 23/24         |
| ---------------------------------------------------------------------------- | ----- | ----- | ------ | ----- | ------ | ------------- | ------------- | ------------- | ------------- | ------------- | ------------- | ------------- |
| Olympische Spelen                                                            |       |       |        |       |        | 6e 5e (team)  |               |               |               | · (team)      |               |               |
| Wereldkampioenschap                                                          |       |       |        |       |        |               | 5e            | *             | 6e            | Goud          | Goud          | Goud          |
| Viercontinentenkampioenschap                                                 |       |       |        |       |        | Goud          | 4e            | 5e            | *             |               |               |               |
| Aziatische Spelen                                                            |       |       |        |       | t.z.t. |               |               |               |               |               |               |               |
| Grand Prix-finale                                                            |       |       |        |       |        |               | 4e            |               |               | *             | 5e            | Goud          |
| Nationaal kampioenschap                                                      |       |       | 6e     | 13e   | 7e     | Zilver        | Goud          | 6e            | Zilver        | Goud          | Goud          | Goud          |
| Olympische Jeugdspelen                                                       |       |       |        | 6e    |        | geen deelname | geen deelname | geen deelname | geen deelname | geen deelname | geen deelname | geen deelname |
| WK junioren                                                                  |       |       | 6e     |       | Brons  | geen deelname | geen deelname | geen deelname | geen deelname | geen deelname | geen deelname | geen deelname |
| Junior Grand Prix-finale                                                     |       |       |        |       | Brons  | geen deelname | geen deelname | geen deelname | geen deelname | geen deelname | geen deelname | geen deelname |
| NK junioren                                                                  | 9e    | 6e    | Zilver | 5e    | Goud   | geen deelname | geen deelname | geen deelname | geen deelname | geen deelname | geen deelname | geen deelname |
| t.z.t. = trok zich terug / * Afgelast naar aanleiding van de coronapandemie. |       |       |        |       |        |               |               |               |               |               |               |               |